# Desmella
Desmella — рід грибів. Назва вперше опублікована 1918 року.

## Класифікація
До роду Desmella відносять 8 видів:
- Desmella aneimiae
- Desmella berberidis
- Desmella gymnogrammes
- Desmella mbatobiensis
- Desmella obovata
- Desmella quitensis
- Desmella superficialis
- Desmella tenella